# 余秉清
余秉清（15世紀—16世紀），字體乾，江西南昌府奉新縣下坊人，明朝政治人物。

## 生平
余秉清是成化十三年（1477年）丁酉科江西鄉試舉人，授揚州推官，調武昌推官，再轉楚雄通判，為政公平明恕，所至得人民愛戴之，陞石屏州知州，當時雲南用兵，軍餉充斥，他措置得當，配合時機，又奉命安撫流民，救活數千人，政務餘暇則向諸生口授經義，使他們依次背誦，文風丕變，以卓異遷黃州同知，不久因病辭官，父老都遮道乞留。

## 引用
1. 1 2  同治《奉新縣志·卷九·人物志二 舉人》：明……成化十三年丁酉 余秉清 字體乾，下坊人，授揚州府推官，改武昌，尋遷楚雄府通判，用法公恕，所至人愛戴之，擢知石屏州，時滇方用兵，軍餉充斥，秉清措置悉合機宜，嘗奉檄撫安流民，全活者數千人，以卓異當遷遽引疾歸，父老遮道乞留，為慰而遣之。幼聰慧，善屬文，持身嚴正以名節自勵，故蒞官咸有所建立。子禎，正德間官兵曹，以議禮死於諫。
2. ↑  乾隆《石屏州志·卷三》：知州……明……正德年……余秉清 江西奉新人，舉人，陞黃州府同知……名宦……余秉清 江西奉新舉人，政務休養，暇日口授經義，令諸生以次誦說，文體丕變，有題詠傳於時。